# Consejo Mundial de Lucha Libre
Le Consejo Mundial de Lucha Libre (CMLL) est une fédération de lucha libre (catch) située à Mexico.
Elle est fondée en 1933 par Salvador Lutteroth (en) sous le nom d'Empresa Mexicana de Lucha Libre (EMLL) ce qui en fait la plus ancienne fédération de catch encore en activité. Rapidement, elle popularise l'utilisation de masques par les catcheurs. Avec l'utilisation de masques, l'EMLL utilise aussi les luchas de apuetas où ses catcheurs mettent en jeu leur masque ou leur cheveux et dont la défaite est synonyme de déshonneur.
Dans les années 1950, l'EMLL devient membre de la National Wrestling Alliance (NWA) et obtient le droit d'utiliser à sa guise les championnats du monde des poids mi-lourd, des poids moyen et des poids welters.

## Histoire
En 1929, Salvador Lutteroth (en) travaille pour l'administration fiscale mexicaine à Ciudad Juárez. Il passe souvent la frontière avec les États-Unis pour aller voir des spectacles de catch à El Paso. Il se passionne pour ce divertissement et commence à économiser pour devenir promoteur de catch au Mexique. En 1933, Lutteroth a assez d'argent pour organiser des spectacles de lucha libre à travers le Mexique et fonde l'Empresa Mexicana de Lucha Libre. Le premier spectacle a lieu à l'Arena Modelo, une salle de boxe abandonné racheté par Lutteroth car le propriétaire de l'Arena Nacional ne croit pas au projet de Lutteroth. le 21 septembre. Un an plus tard, il demande au catcheur américain Cyclone Mackey (en) de porter un masque et de se faire appeler La Maravilla Enmascarada pour 1. Aniversario où il bat Frank Gou. Le personnage de La Maravilla Enmascarada est un succès et Lutteroth créé d'autres gimmick de catcheurs masqués comme El Murciélago Enmascarado (en) qui s'impose comme le principal rudo, le « méchant », de la toute jeune fédération.
En 1934, Lutteroth gagne à la loterie et utilise cet argent pour rénover l'Arena Modelo et noue des partenariats avec plusieurs promoteurs dans d'autres villes du Mexique. Il organise aussi des spectacles à l'Arena Nacional jusqu'à ce qu'un incendie détruise cette salle en février 1937.
Les années 1940 voient le premier match de luchas de apuetas où El Murciélago Enmascarado (en) se fait démasquer par Octavio Gaona (en). Après cela, Lutteroth est à l'origine de la popularité d'El Santo en faisant de lui un de ses catcheurs vedette. En plus de cela, l'EMLL inaugure le 2 avril 1943 l'Arena Coliseo, une salle de 8 500 places.
Dans les années 1970, Lutteroth laisse la compagnie aux mains de son fils Chavo. La fédération fut affaiblie avec le départ de Ray Mendoza qui avec un petit groupe formèrent la Universal Wrestling Association. L'UWA concurrença la EMLL à Mexico mais aussi à Naucalpan. L'UWA allait devenir une valeur sûre pour les 15 prochaines années, mais avec l'affaiblissement de ses talents, elle disparue en 1990.
La EMLL rejoint la National Wrestling Alliance (NWA) en tant que filiale mexicaine devenant la NWA-EMLL. Cette association fut stoppée dans les années 1980 en raison de l'expansion l’expansion nationale de la World Wrestling Federation.

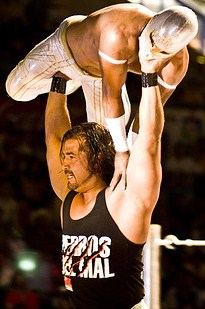
Místico soulevé par Héctor Garza.

C’est dans les années 1980 que la EMLL change de nom pour celui de Consejo Mundial de Lucha Libre pour lui donner une image plus internationale. Au début des années 1990, l'entreprise commence à apparaître sur la chaîne Televisa lui permettant d’avoir une exposition nationale.
Après cela, le booker de longue date Antonio Peña quitte l'entreprise et forme sa propre fédération, la Asistencia Asesoría y Administración, emmenant avec lui plusieurs des jeunes talents du CMLL. La AAA devient numéro un pour plusieurs années mais lorsque l'économie du Mexique connue des difficultés au milieu des années 1990, la triple A recula au profit une fois de plus du CMLL qui attirait toutes les attentions avec la rivalité entre El Hijo del Santo et Negro Casas. Le heel turn de Del Santo après s'en être pris durement au frère de Casas, Felino choqua les fans de lucha libre. En mettant en avant ses jeunes le CMLL reste actuellement sur sa lancée et sur le devant de la scène en tant que numéro un de la lucha libre.

## Principaux tournois et show annuel

### La Leyenda de Plata
La Leyenda de Plata ("Légende d’Argent") est un tournoi en l’honneur d'El Santo. C’est le plus prestigieux des tournois du CMLL qui comporte les meilleurs compétiteurs du ring. C’est un tournoi de type “torneo cibernético” ou les 2 derniers membres de chaque équipe s’affrontent dans un match en simple lors du show suivant. On doit ensuite battre le vainqueur de l’année précédente pour remporter le trophée, une plaque avec le masque d'El Santo dessus. Le luchador Místico a remporté le tournoi à trois reprises en 2006, 2007 et 2008.

## Championnats

### Championnats universel du CMLL
- Campeonato Universal del CMLL[5]

### Championnats mondiaux du CMLL
- Campeonato Mundial de Peso Completo CMLL[5]
- Campeonato Mundial de Peso Semicompleto CMLL[5]
- Campeonato Mundial de Peso Medio CMLL[5]
- Campeonato Mundial de Peso Welter CMLL[5]
- Campeonato Mundial de Peso Ligero CMLL[5]
- Campeonato Mundial de Pequeños Estrellas CMLL[5]
- Campeonato Mundial Femenil CMLL[5]
- Campeonato Mundial de Tríos del CMLL[5]
- Campeonato Mundial en Parejas CMLL[5]

### Championnats national de lucha libre
- Campeonato Nacional de Peso Semicompleto[5]
- Campeonato Nacional Ligero[5]
- Campeonato Nacional de Peso Welter[5]
- Campeonato Nacional de Trios[5]
- Campeonato Nacional Femenil[5]

### Championnats mondiaux de la NWA
- Campeonato Mundial Historico NWA de Peso Semicompleto[5]
- Campeonato Mundial Historico NWA de Peso Welter[5]
- Campeonato Mundial Historico NWA de Peso Medio[5]

## Galerie

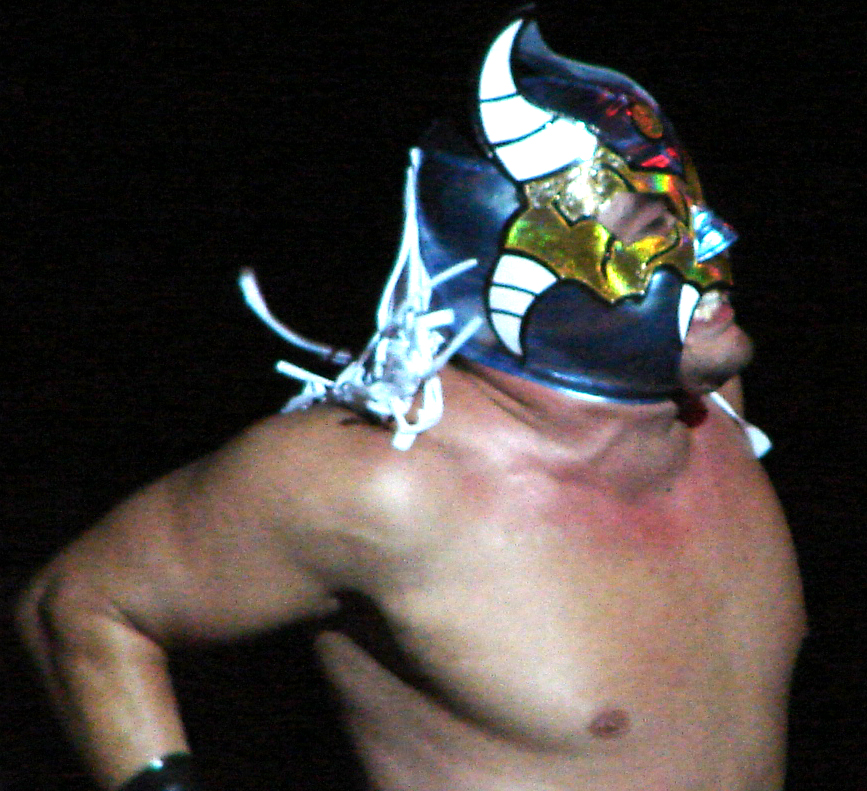
Averno
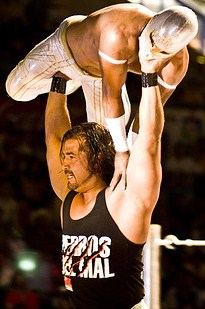
Hector Garza
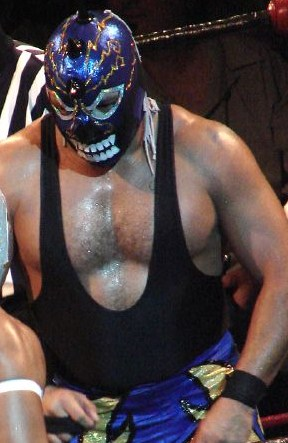
Mephisto
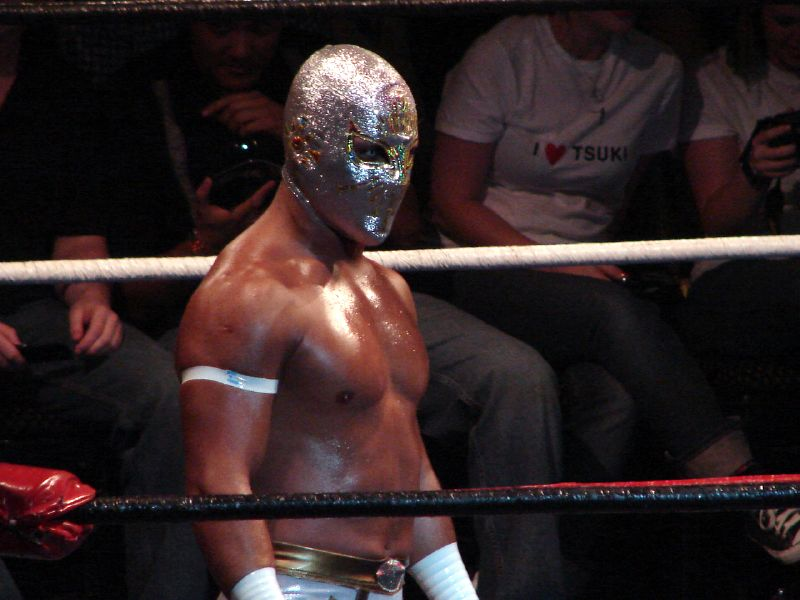
Mistico
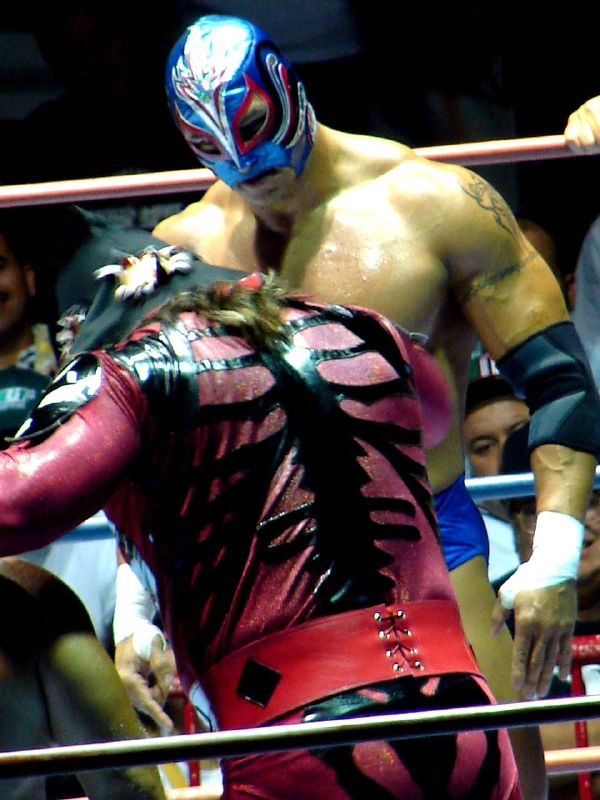
Olimpico
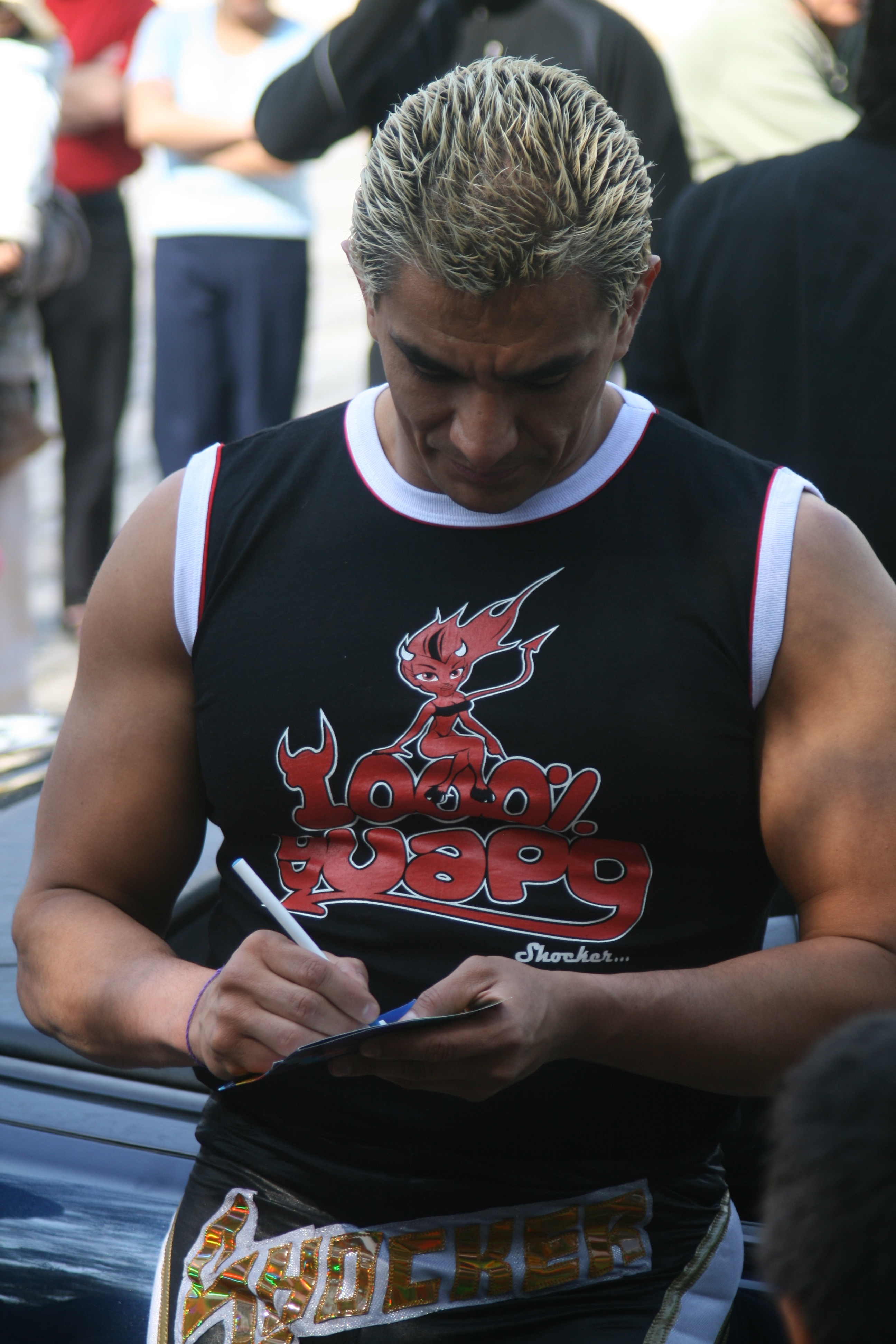
Shocker
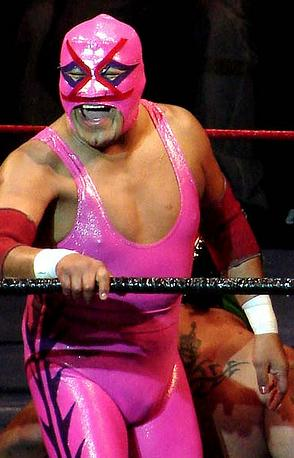
Villano
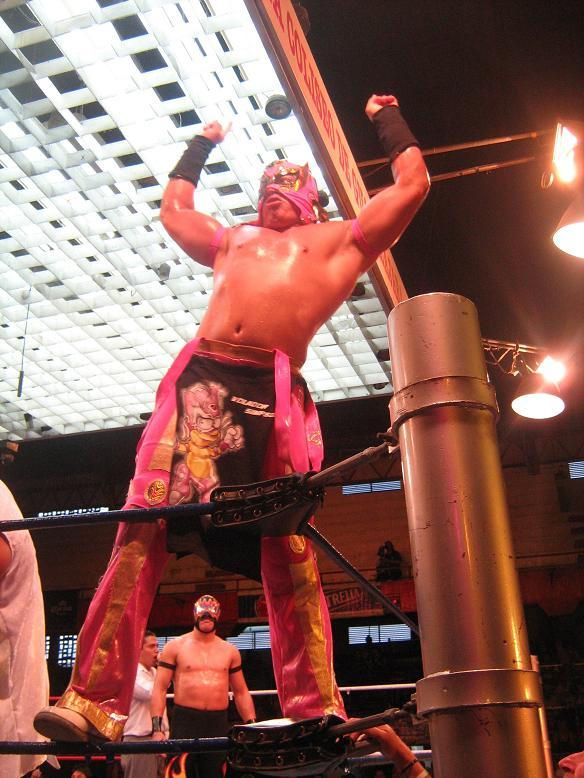
Volador, Jr
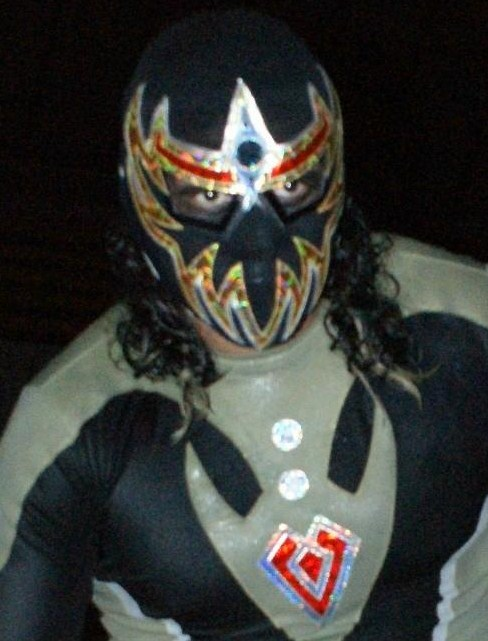
Máscara Dorada
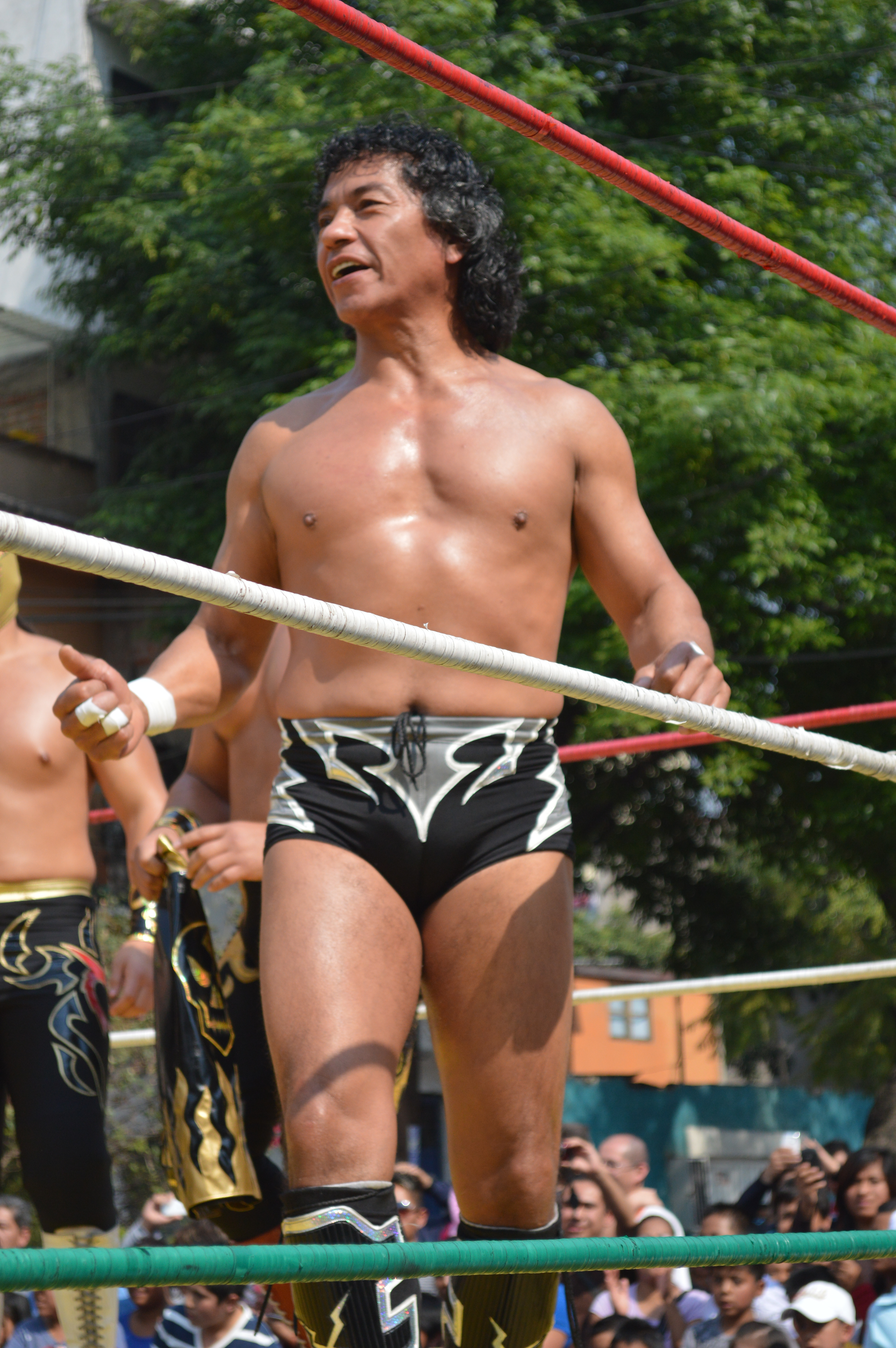
Negro Casas
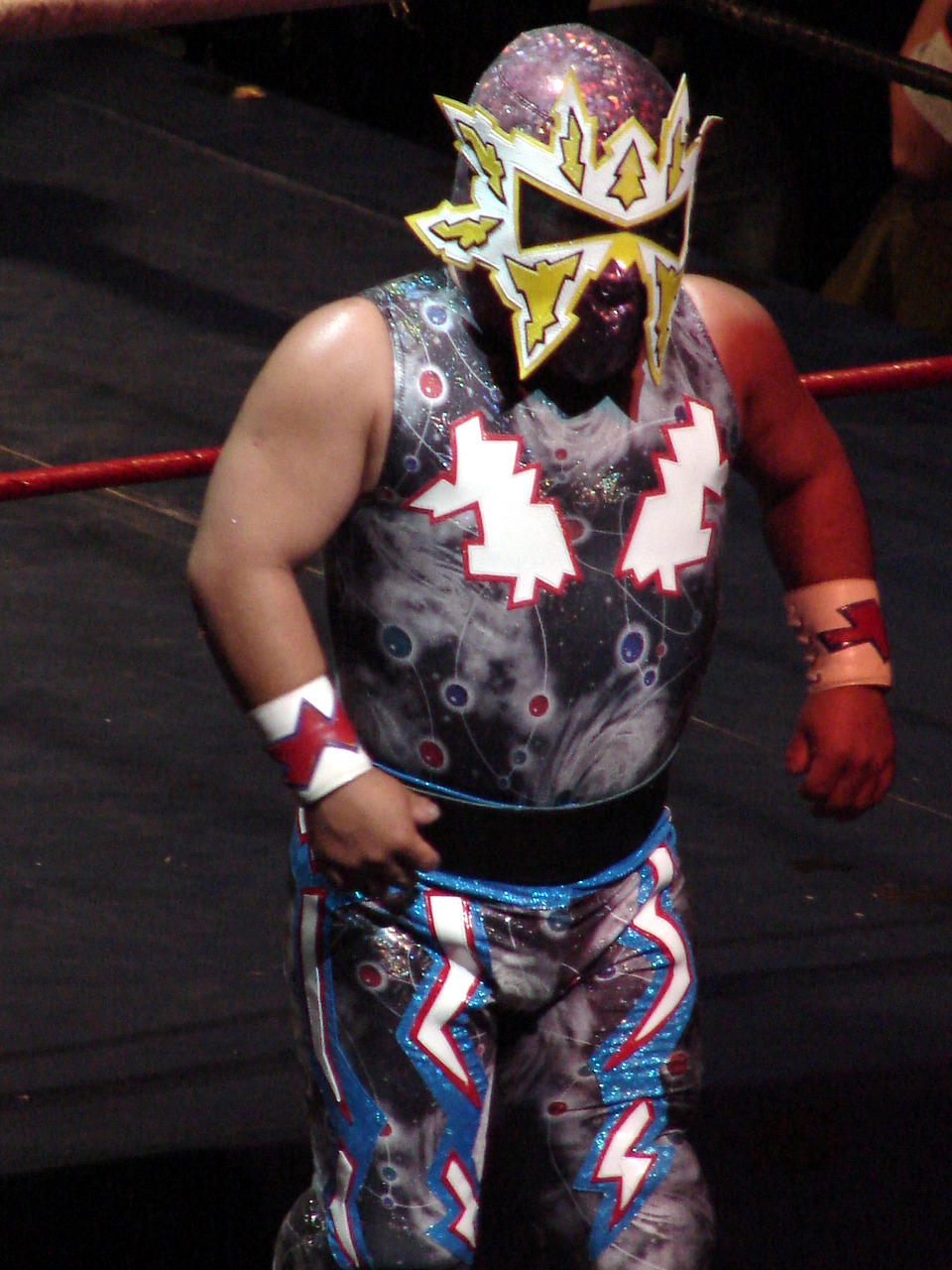
Tzuki